# Vara-Ahvenjärvi
Vara-Ahvenjärvi är en sjö i kommunen Enare i landskapet Lappland i Finland. Sjön ligger 131,1 meter över havet. Arean är 35 hektar och strandlinjen är 3,94 kilometer lång. Sjön  ingår i Pasvik älvs huvudavrinningsområde.   Den ligger omkring 330 kilometer norr om Rovaniemi och omkring 1000 kilometer norr om Helsingfors. 
Vara-Ahvenjärvi ligger nordväst om Iso Ahvenjärvi. 